# Quinta da Ribeirinha
A Quinta da Ribeirinha situa-se no percurso da Rua da Casa de Repouso dos Motoristas, na vila de Camarate, concelho de Loures. A quinta é constituída pela casa de habitação (onde se destacam os seus azulejos), a Casa de Fresco que se acha no jardim (datando do século XVIII), o pórtico da entrada de estilo barroco e o pátio.
Em 2007 teve seu processo de classificação pelo IPPAR revogado.